# Peter Bullivant
Peter Bullivant (* um 1950) ist ein englischer Badmintonspieler. 

## Karriere
Peter Bullivant wurde 1969 nationaler Juniorenmeister in England. 1973 siegte er bei den French Open, 1976 bei den Portugal International und den Irish Open sowie 1977 bei den Czechoslovakian International. 1992 war er bei den All England Seniors erfolgreich.

## Sportliche Erfolge
| Saison | Veranstaltung                             | Disziplin    | Platz | Name                               |
| ------ | ----------------------------------------- | ------------ | ----- | ---------------------------------- |
| 1969   | England: Einzelmeisterschaft der Junioren | Mixed        | 1     | Peter Bullivant / C. Barron        |
| 1973   | French Open                               | Herrendoppel | 1     | Peter Bullivant / William Kidd     |
| 1976   | Portugal International                    | Mixed        | 1     | Peter Bullivant / Kathleen Redhead |
| 1976   | Portugal International                    | Herrendoppel | 1     | Michael Wilks / Peter Bullivant    |
| 1976   | Irish Open                                | Herrendoppel | 1     | Peter Bullivant / Michael Wilks    |
| 1977   | Czechoslovakian International             | Herrendoppel | 1     | Michael Wilks / Peter Bullivant    |
| 1977   | Czechoslovakian International             | Mixed        | 3     | Peter Bullivant / Karen Bridge     |
| 1992   | All England Seniors                       | Herrendoppel | 1     | Peter Bullivant / Brian Wallwork   |